# 醜女の肖像

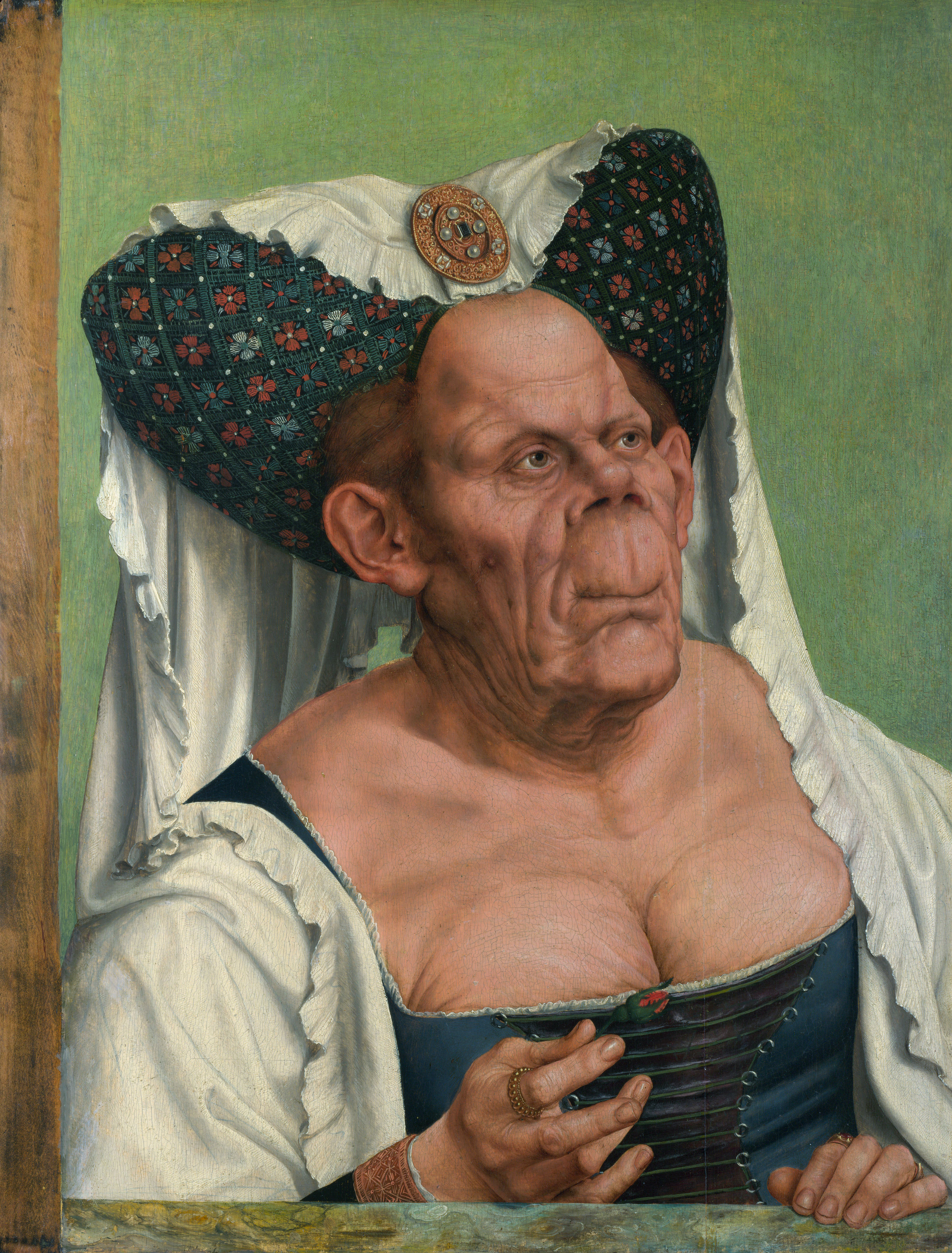
クエンティン・マサイス『醜女の肖像』（1513年頃）。油彩、64.2 × 45.5 cm、ナショナル・ギャラリー（ロンドン）所蔵

『醜女の肖像』（しこめのしょうぞう、英: A Grotesque Old Woman、英: The Ugly Duchess）は、フランドル派の画家クエンティン・マサイスが1513年頃に描いた風刺的な肖像画。この絵には、皮膚に皺がより、襟ぐりの深いドレスから萎んだ乳房をのぞかせたグロテスクな老女が描かれている。彼女は若い頃のように貴族風なツノ状の髪飾りをつけているが、すでに時代遅れなものである。また右手に赤い花を持っているが、当時それは婚約の象徴であり、すなわち求婚者を魅惑しようと試みていることを示唆している。しかし花は蕾として描かれ、「花を咲かせそうにない」。これはマサイスの最も知られた代表作である。
世俗的で教訓的なこの絵が描かれた背景にはおそらく2つの起源がある。まずこの絵は、通常ダ・ヴィンチ作とされている2つの風刺画の頭部の素描と酷似している。それらの風刺画は当初、ダ・ヴィンチ自身の先行する失われた作品を元に描かれたものと考えられていたが、マサイスはダ・ヴィンチと素描を交換していたことが知られており、現在ではマサイスの絵を元にしたと考えられている。もう一つの起源は、エラスムスの著作『痴愚神礼讃』（1511年）である。そこでは「未だに男に媚を見せ」「鏡からなかなか離れようとせず」「気味の悪い萎びた乳房を恥ずかしげもなく見せびらかす」女が皮肉られている。この絵のモデルはチロル女伯マルガレーテとされることもあり、実際彼女は敵対者から醜いと評されていたのだが、彼女はこの絵が描かれる150年も前に没している。2008年、このモデルは骨が肥大・変形するパジェット骨病の珍しい症例だという指摘がなされた。
この絵は1947年にジェニー・ルイザ・ロバータ・ブレイカから遺贈されたものが、ロンドンのナショナル・ギャラリーで展示されている。それは元々ディプティクの片方であり、もう片方はパリのジャックマール＝アンドレ美術館の『老人の肖像』である。『老人の肖像』は2008年にナショナル・ギャラリーへ一時的に貸し出され、2枚の絵が隣り合わせで展示された。
ジョン・テニエルが1869年に描いた『不思議の国のアリス』の公爵夫人のイラストは、この絵に触発されたものだと考えられている。

## ギャラリー

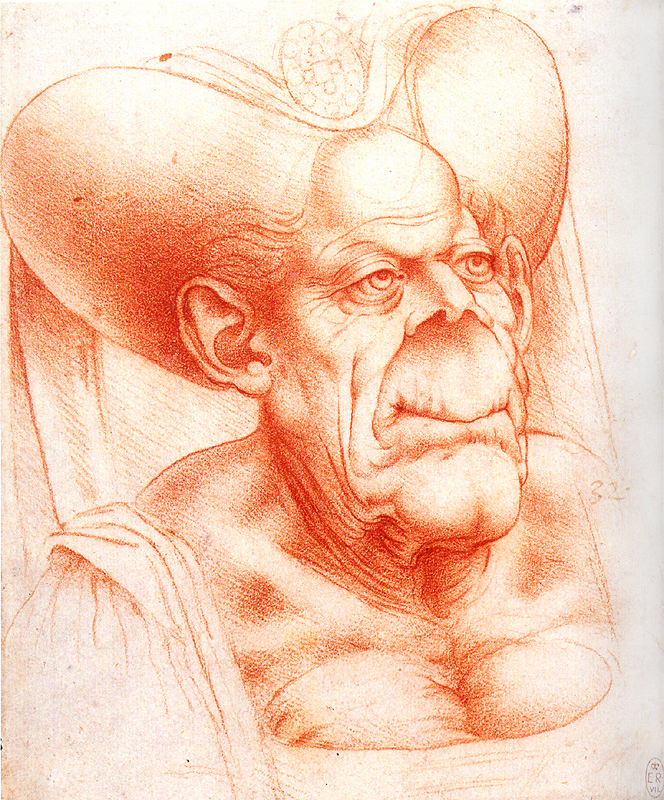
『醜い頭部』レオナルド・ダ・ヴィンチ、紙に赤いチョーク、17.2 × 14.3 cm
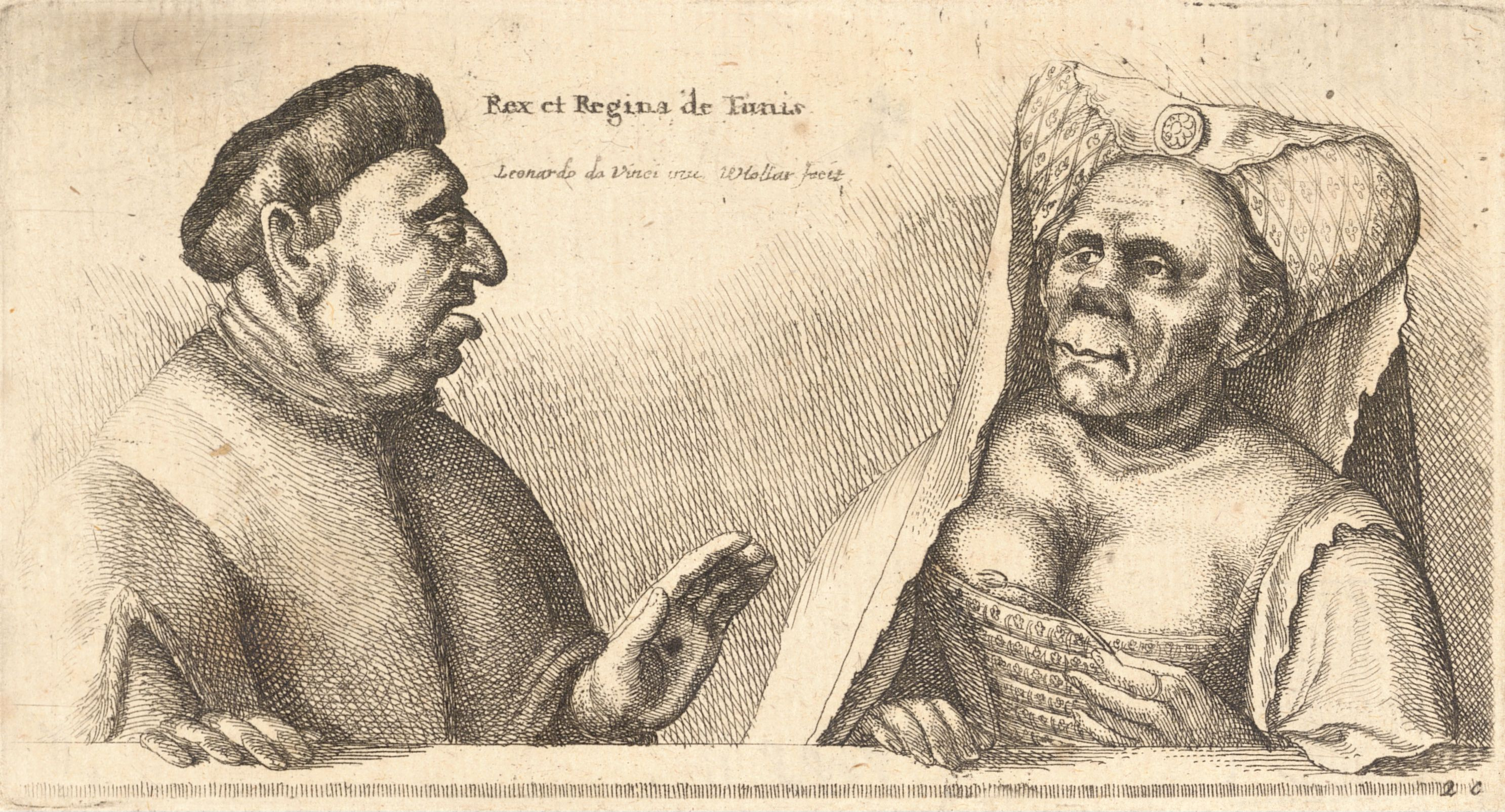
『チュニスの王と女王』ウェンシスロース・ホラー（1607-1677）
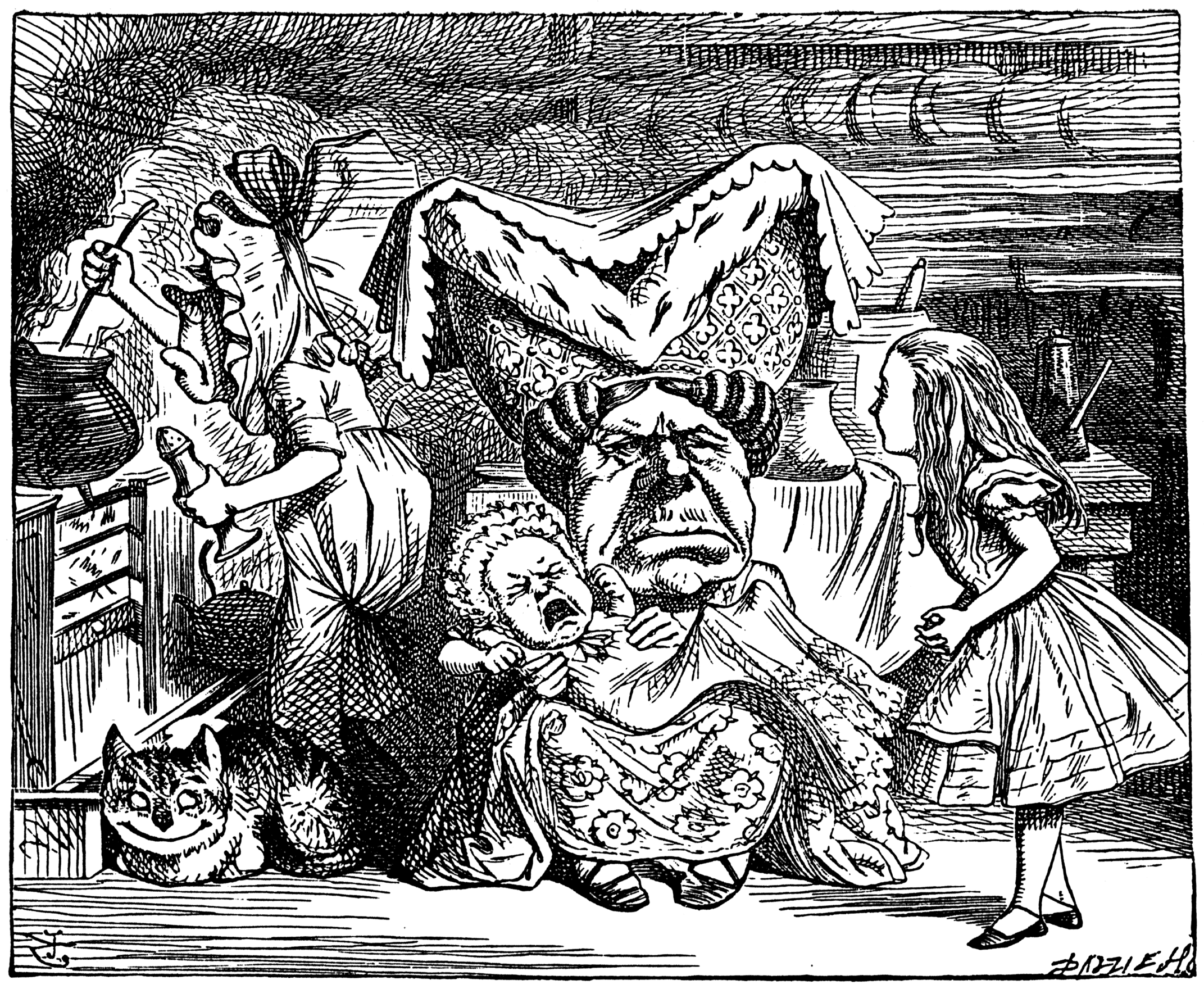
ジョン・テニエルが描いた、『不思議の国のアリス』（1869年）の公爵夫人
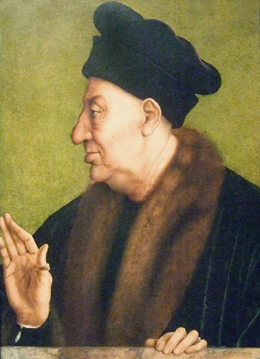
ディプティクの片割れである『老人の肖像』